# Глушицкий, Николай Иванович
Глушицкий Николай Иванович (1836 – 1882) – русский журналист, публицист, сенатский регистратор.

## Биография
Происходил из обер-офицерских детей. Младший брат известного деятеля народного просвещения и педагога, статского советника и кавалера Андрея Ивановича Глушицкого (1821 – 1875), юношеского товарища поэта Н. А. Некрасова по Ярославской гимназии и С.-Петербургскому университету, оказавшего на судьбу поэта огромное влияние.
Согласно разрозненных биографических сведений, в сентябре 1854 года был принят в число своекоштных студентов юридического факультета С.-Петербургского университета, однако, курса не окончил. В конце 1850-х – первой половине 1860-х годов Глушицкий служил канцелярским чиновником 1-го департамента Правительствующего Сената: сенатским указом от 5 декабря 1867 № 218, по I департаменту Сената, производится, за выслугу лет, из канцелярских служителей – в сенатские регистраторы, со старшинством с 19 августа 1859 года.
Будучи чиновником сенатской канцелярии, сочувствовал польскому освободительному движению и деятелям русской револционной эмиграции, начиная с 1862 и по 1874 год состоял под негласным надзором тайной полиции. Согласно мемуарным свидетельствам, Глушицкий, среди прочих, был внесен в список лиц, замеченных в антиправительственной агитации, составленный в конце мая – начале июня 1862 года в 3-й экспедиции III отделения С. Е. И. В. канцелярии, как причастный к делу ученика Императорской Академии художеств Михаила Карамышева, за революционную пропаганду среди солдат приговорённого к ссылке. В этом списке указывалось, что поручик И. И. Аверкиев «замечен в возбуждении ненависти к правительству»; преподаватель русской словесности Ларинской гимназии Ф. И. Дозе «раздавал воззвание к офицерам»; студент Д. П. Евреинов «заподозрен в распространении воззваний», а на квартире А. П. Блюммер  и В. В. Александровской, также занимавшихся «распространением воззваний», происходит сбор столичных студентов и сочувствующих. Однако, среди лиц, упоминаемых в следственном деле М. Карамышева и др. о распространении революционных воззваний и пропаганде (8.06.1862–20.09.1867), в котором находятся материалы тайной полиции о причастности Глушицкого, ни одного из указанных лиц нет. Возможно, что он был среди тех, кто собирался на квартире Блюммер с К°. Высочайше учрежденной Следственной комиссией об ученике Императорской Академии Художеств М. Карамышеве (25.05.1862–16.08.1862) было установлено, что Глушицкий и ещё несколько лиц стали жертвами оговора со стороны Карамышева. Сам Глушицкий в своих обращениях за пособием в Литфонд утверждал, что состоял под полицейским надзором по делу писателей Н. Г. Чернышевского и М. Л. Михайлова.
Начиная с конца 1860-х годов стал эпизодически сотрудничать в таких столичных повременных изданиях, как «Сын отечества», «Отечественные записки», «Петербургская газета», «Петербургский листок», работая в жанре бытового фельетона. В 1872 за бродяжничество отправлен по этапу в Ярославль, в котором не был 30 лет. В 1874 освобождён от полицейского надзора. Вернувшись в С.-Петербург, сдал экзамен при С.-Петербургском университете на получение учительского диплома и некоторое время преподавал в ремесленном училище географию и русский язык. В конце 1870-х – начале 1880-х годов был деятельным сотрудником газеты «Петербургский листок» и литературного журнала «Луч».

## Творчество
Глушицкий не принадлежит к числу публицистов, удостоенных статьи в биобиблиографических словарях, посвященных русской литературе. Не упоминается он и в числе русских писателей, умерших в 1882, творчество которых удостоилось посмертного обозрения.
С сотоварищами по перу: Казимиром Гамулецким, Д. П. Ломачевским, А. П. Крутиковым, И. А. Кущевским, Ф. М. Решетниковым, Н. И. Чернявским, А. А. Шкляревским и др. – Глушицкий причислялся современниками к членам столичного кружка так называемых «богемных» литераторов второго ряда, которые вели нищенский, беспечный и разгульный образ жизни, пропивая бо́льшую часть литературного заработка в столичных трактирах и кабаках («ямах»). Зарабатывая на жизнь литературным трудом в «малой прессе» и находясь в постоянной нужде, он был вынужден заниматься «литературной поденщиной», являясь примером «литературного пролетария». В какой-то мере он даже выделялся на общем фоне таких же литературных пролетариев нищетой, нередко голодал, бродяжничал, имел «общую одежду и обувь» с кем-то из товарищей, скитался по трущобам, месяцами жил в столичных больницах или приютах, не имея возможности найти пропитание и нанять себе угол даже в складчину. В одном из писем, посланных в комитет Литфонда, с приложением денег для оказания пособия Глушицкому, писатель М. Е. Салтыков сделал приписку: «Примите же невольное моё приношение. Глушицкий пришел ко мне в рубашке и подштанниках. Посещать его нет надобности, ибо он квартиры не имеет».
Однако, свои наблюдения как очевидца, за жизнью и порядками, которые царили в столичных злачных местах, Глушицкий обличал в творчестве. Одной из таких заметок стал фельетон, посвященный некоему г-ну Самолетову, содержателю «знаменитых в то время «Марцинков»: в этом заведении «с посетителей, не заплативших за питье и еду, «человеки» оставляют в залог браслеты, цепочки, кольца… Кто, хотя по наслышке, знаком с «танцовальными залами», где дамы отмечены «цветными» билетами, а мужчины непременно пурпуром Бахуса, тот нисколько не удивится газетному сообщению о снимании колец, браслетов и т. д. в подобного сорта «вертепах». Фельетон Глушицкого, напечатанный в начале 1872 в газете «Петербургский листок», стал причиной многолетнего следственного дела, по обвинению в клевете, против редактора-издателя А. А. Соколова и взятия с него подписки о невыезде из столицы. Благодаря заметкам таких авторов, как Глушицкий и его компания, несмотря на их незавидную репутацию, современный российский читатель со страниц «малой прессы» познает объективную сторону жизни столицы России в XIX веке, особенно в свете пропагандируемых традиционных ценностей.
Глушицкий выделяется среди таких же разночинных литераторов тем, что на протяжении двух десятилетий в его судьбе деятельное участие принимал Литературный фонд, в лице земляка и председателя комитета фонда - Н. А. Некрасова, а также члена комитета М. Е. Салтыкова. Письма Глушицкого в комитет фонда или его членам с просьбами, о пособии из средств Общества для пособия нуждающимся литераторам и ученым, являются основным источником биографических о нём сведений.
В первом письме к Некрасову, датированном 4 ноября 1870, Глушицкий писал: «Крайняя бедность, неимение постоянных занятий, которые мало-мальски могли бы покрывать мои насущные нужды, а главное - почти непрерывная болезнь, заставившая меня всю зиму 1869 и 1870 гг., весну 1870 г. и настоящую осень находиться на пользовании во Временной загородной больнице и лишившая меня всякой возможности трудиться, принуждают меня снова обратиться с покорнейшею просьбою в Общество для пособия нуждающимся литераторам и ученым об оказании мне посильной помощи. В незначительные перерывы моей болезни я мог написать только два рассказа: "Первый шаг" (помещенный в №№ 14, 15 и 16 "Сына отечества" за 1870 год) и "В кругу родных" ("Петербургская газета" за июль месяц того же года); платою за первый из них и пособием из Литературного фонда, полученным мною в начале октября 1869 г., в размере 25 руб., я существовал в течение почти пяти месяцев; но возобновившаяся в августе месяце сего года болезнь, истощив последние мои средства, поставила меня в такое неприятное положение, что я не только не мог уделить что-либо на лечение, но даже на самый незавидный кусок хлеба; единственным пристанищем для меня была больница…» Получив письмо Глушицкого, Некрасов перенаправил его, вместе с аналогичной просьбой разбитого инсультом отставного полковника, известного этнографа, журналиста и драматурга Сергея Ивановича Турбина, к В. П. Гаевскому, приложив записку: «Пожалуйста, Виктор Павлович, представьте сии две просьбы в Комитет и выхлопочите что-нибудь.Турбин особенно заслуживает помощи. Преданный Вам Н. Некрасов».
Как оказалось, прошения Глушицкого рассматривались в Литфонде неоднократно, что подтверждается следующей справкой, зачитанной на заседании комитета от 9.11.1870: «30 августа 1868 г. просителю выдано пособие 25 р.; 3 сентября того же года 25 р.; 27 апреля 1869 г. 25 р.; 12 октября 1869 г. 25 р.» Поручив казначею Н. Н. Тютчеву собрать дополнительные сведения о Глушицком и убедившись в его бедственном положении, Литфонд 23.11.1870 постановил выдать ему новое пособие в 25 руб.
22 февраля 1871 года Глушицкий вновь обращается с письмом к Некрасову с просьбой об оказании помощи, в котором пишет: «я смею просить Вас, Милостивый Государь, не отказать мне в Вашем ходатайстве пред Литературным фондом о выдаче мне вновь пособия 25 р., что с выданными в ноябре месяце прошлого года составит 50 руб., объясняя при том, что эти деньги я прошу в последний раз: я надеюсь если не получить место, то заработать за свою повесть деньги в какой-либо редакции; кроме того, эти деньги дадут мне возможность нанять постоянный уголок и приобрести приличное платье, без которого я не могу допущен быть ни к каким занятиям. Отказ же со стороны может повести разве только к тому, что должен уйти в больницу; у меня нет ни гроша даже на хлеб, и больница для меня единственный исход…». Это письмо рассматривалось в Литфонде 15 марта 1871, его доложил M. E. Салтыков, бывший тогда одним из членов выборного комитета. Литфонд вынес определение: «Отклонив ходатайство просителя, так как по своим литературным трудам он не имеет права на частую помощь со стороны Общества, выдать ему 25 р., собранные по частной подписке между членами комитета».
Своего обещания о просьбе денег «в последний раз» Глушицкий не сдержал. Как свидетельствуют протоколы Литфонда, он неоднократно обращался за вспомоществованием и в дальнейшем, в т. ч. посредством обращений к Н. А. Некрасову и М. Е. Салтыкову, и получал пособия из средств Литфонда до 1878, пока не умер Некрасов, а по другим сведениям – до своей смерти в 1882.
Образ жизни Глушицкого был той причиной, по которой он отдавал очерки, рассказы и сценки в столичные газеты не только за гроши, но и бесплатно, чтобы увеличить портфолио опубликованных литературных трудов и заслужить какую-то репутацию в профессии писателя. Об этом свидетельствует судебное дело, которое рассматривалось 6 марта 1870 в заседании С.-Петербургского мирового съезда, в котором разбиралась апелляция Глушицкого о взыскании 41 руб. 30 коп. гонорара за статью «Незатейливая сказка», напечатанной в «Петербургской газете». В ходе заседания Глушицкий заявил, что вместо положенных ему построчных 45 руб. 50 коп. за статью, он получил только 4 руб. 20 коп. и не деньгами, а в виде подписного талона на «Петербургскую газету». Поданный им в мировой суд иск о взыскании гонорара остался без удовлетворения, как недоказанный поскольку, по заверению поверенного редактора «Петербургской газеты» И. А. Арсеньева, «статья «Незатейливая сказка» была помещена с согласия Глушицкого бесплатно и что билет выдан Глушицкому не Арсеньевым, а Тихомировым, поэтому содержание билета необязательно для Арсеньева». В мировом съезде выяснилось, что «действительно Глушицкий сотрудничал в газете Арсеньева, его статей много было помещено в «Петербургской газете» и всегда они оплачивались Арсеньевым исправно, поэтому билет, представленный Глушицким, может относиться к гонорару за оплаченные статьи». Защита утверждала, что «Глушицкий упросил Арсеньева, и Арсеньев согласился поместить «Незатейливую сказку» бесплатно, ради только того, чтоб увеличить массу статей, написанных Глушицким и чтоб дать, таким образом, Глушицкому больше права, больше основания для получения вспомоществования из общества пособия литераторам. Бесплатное помещение статей не редкость, так как есть много людей, сотрудничающих в газете из чести. Сотрудники часто бывают должны редакторам». Развивая тему, что Глушицкий свои статьи писал в счет имевшихся долгов перед редакцией и неформальных договоренностей, поверенный Арсеньева обвинял его в пьянстве, что «Глушицкий являлся в неприличном костюме, почему Арсеньев его не удостоил приемом». Мировой съезд не признал доводы защиты Арсеньева, решение мирового суда отменил, апелляцию удовлетворил и постановил взыскать в пользу Глушицкого 41 руб. 30 коп. построчного гонорара за напечатанную статью, и 25 руб. судебных издержек с Арсеньева.
Судебное заседание мирового съезда, обыденное для того времени, указывает на принципиальную возможность существования неформальных договоренностей, к которым апеллировала защита, между редактором «Петербургской газеты» и такими литераторами, как Глушицкий. По-видимому, «джентльменское» соглашение между редактором и автором о бесплатной публикации статей с целью «увеличить массу статей, написанных Глушицким и чтоб дать, таким образом, Глушицкому больше права, больше основания для получения вспомоществования из общества пособия литераторам», имела под собой реальные основания. В своих письмах членам Литфонда Глушицкий подтверждает даже такую примечательную частность, озвученную в суде с Арсеньевым, как необходимость ему «приобрести приличное платье, без которого я не могу допущен быть ни к каким занятиям».
Возвратившись из ярославской ссылки и получив работу учителя реальной гимназии, Глушицкий более-менее приводит дела в порядок. Во второй половине 1870-х – начале 1880-х годов он становится популярным автором газеты «Петербургский листок», где вёл рубрики «Житейские курьезы» и «Хроника», и постоянным автором иллюстрированного литературного, общественной жизни и политики журнала «Луч», издававшегося под редакцией С. С. Окрейца. По разным источникам, Глушицкий написал больше ста повестей, рассказов, очерков, сценок и фельетонов, опубликованных под его авторством, псевдонимами, или без указания авторства, в разных газетах и журналах. Однако, ни его биографии, ни библиографии его работ, ни сборников его рассказов не существует. Последним из известных произведений Глушицкого стал написанный непосредственно перед кончиной роман «Болезнь выдала», посмертно включенный редакцией журнала «Луч» в подписной анонс на 1883 год.
К незабытым заслугам Н. И. Глушицкого в истории литературоведения относится очерк мемуарного характера, написанный по воспоминаниям его покойного старшего брата – Андрея Ивановича, посвященный юношеским и молодым годам поэта Н. А. Некрасова, о которых было мало что известно. В своем очерке Глушицкий исправил искажения в биографии поэта, опубликованные в журнале «Отечественные записки» и дополнил сведения о первых годах жизни Некрасова в столице новыми сведениями. Впоследствии изложенные им сведения о Некрасове стали хрестоматийными. Глушицкий также исправил неверные сведения о своём брате.

## Рассказы, очерки и сценки
- Среди диких. Очерк. // Отечественные записки. 1871. № 7.
- Житейские курьезы. Очерк. Нужно навести справку // Петербургский листок. 1878. Сентябрь. № 184.
- Собачка и учитель. Из житейских курьезов // Петербургский листок. 1879. Май. № 99.
- Аристарх Кузьмич Золотухин. Из житейских курьезов // Петербургский листок. 1879. 27 июня, № 123. С. 1-2; 28 июня, № 124. С. 1-2.
- Два кума. Из житейских курьезов // Петербургский листок. 1879. Июль. № 137.
- Неудачный дебют. Из житейских курьезов // Петербургский листок. 1879. Июль. № 147.
- Хроника // Петербургский листок. 1879. Август. № 150; там же - Оригинальный домовладелец.
- Счастливые супруги. Из житейских курьезов // Петербургский листок. 1879. Август. № 154.
- Рождественская ёлка. Сцена с натуры // Петербургский листок. 1880. Декабрь. № 254.
- Житейские сцены. X. Не вводи вора в грех // Луч. 1881. Июнь. № 14. С. 5-6.
- На светлый праздник. Очерк // Луч. 1881. Август. № 28. С. 6-10; № 29. С. 5-7.